# Adi (naslov)
Adi je naslov kojim su se koristile fidžijske žene koje su bile članovi plemstva. Naslov Adi ekvivalent je naslovu Ratu kojim su se koristili poglavari.
Na otoku Kadavuu, naslov Bulou jest korišten umjesto naslova Adi.

## Značajne poglavarice
Supruge kralja Serua Epenise Cakobaua
- Adi Litia Samanunu
- Adi Salote Qalirea Kaunilotuna